# Bankivatyúk

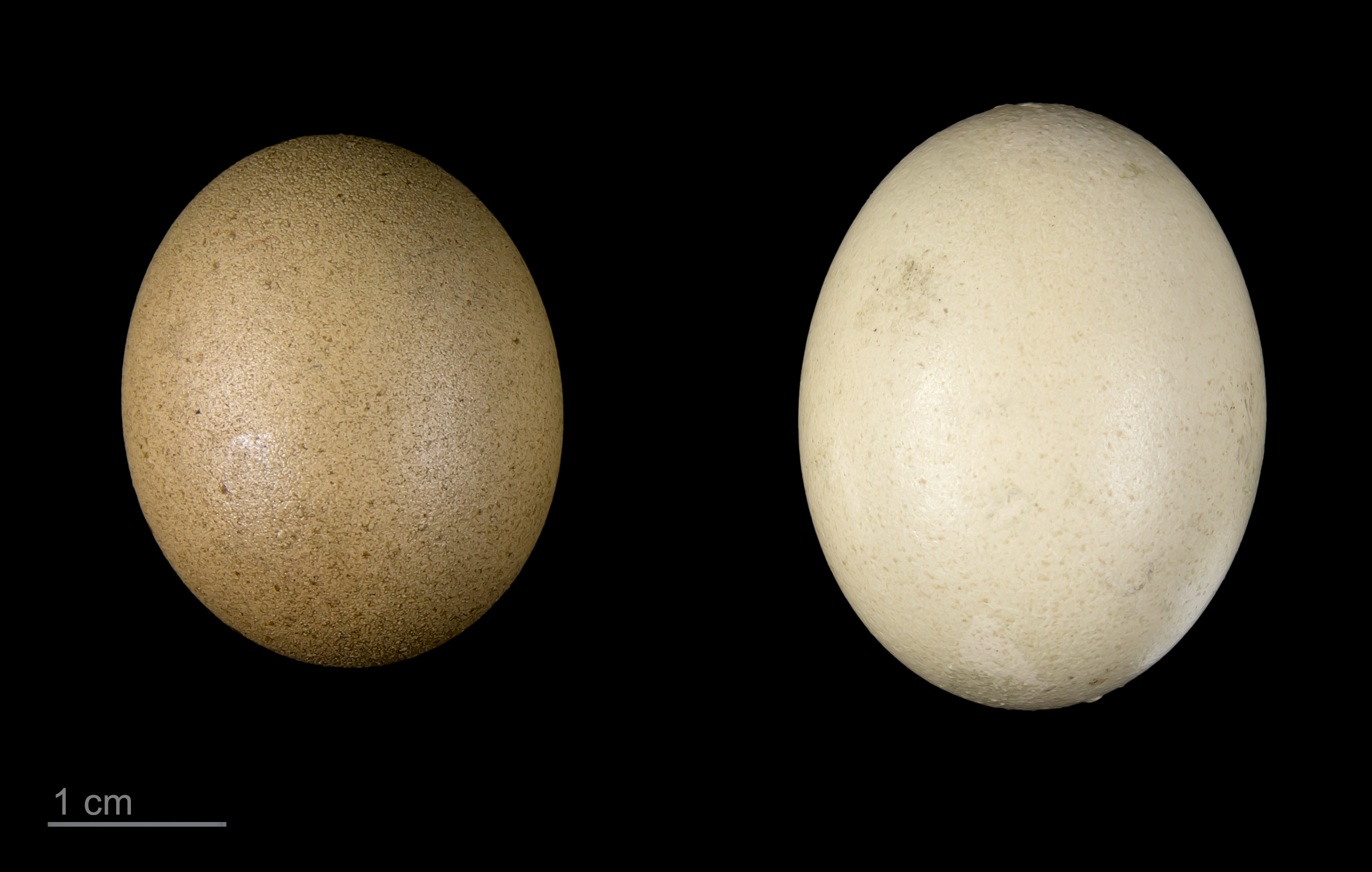
A Gallus gallus tojásai

A bankivatyúk (Gallus gallus) a tyúkalakúak (Galliformes) rendjébe és a fácánfélék (Phasianidae) családjába tartozó faj. A monofiletikus származási elmélet szerint a házi tyúk egyetlen őse.

## Előfordulása
A Himalája keleti részén, Dél-Kínában, a Maláj-félszigeten, Indonéziában és a Fülöp-szigeteken honos. A természetes élőhelye esőerdők tisztásai és irtásai.

## Alfajai
- Gallus gallus bankiva Temminck, 1813 – Jáva
- Gallus gallus gallus (Linnaeus, 1758) – Indokína
- Gallus gallus jabouillei Delacour & Kinnear, 1928 – Vietnám
- Gallus gallus murghi Robinson & Kloss, 1920 – India
- Gallus gallus spadiceus (Bonnaterre, 1792) – Mianmar
- házi tyúk (Gallus gallus domesticus) – háziasított alfaj

## Megjelenése
Nagyon hasonlítanak a házityúkokra.
|  |  |

## Életmódja
Kisebb csoportokban növényi részeket és rovarokat keresgél az aljnövényzet között.

## Szaporodása
Talajra készíti fűvel és bambuszlevelekkel bélelt fészkét.